# Биологическая специфичность
Биологическая специфичность — тенденция к появлению у конкретного биологического вида такого признака, как поведение или биохимическая вариация.
Биохимик Лайнус Полинг утверждал, что: 

биологическая специфичность — это совокупность характеристик живых организмов или составляющих живых организмов, которые являются особыми или делают что-то особенное. Каждый вид животных или растений является особенным. Он чем-то отличается от всех остальных видов… биологическая специфичность — это главная проблема понимания жизни.

## Подразделы
Характеристики могут быть дополнительно описаны как межвидовые, внутривидовые и конспецифичные.

### Межвидовые
Межвидовая специфичность (дословно — «между/среди видов») или межвидовая, описывает проблемы между особями отдельных видов. В их числе:
- Межвидовая коммуникация, общение между различными видами животных, растений, грибов или бактерий
- Межвидовая конкуренция, когда особи разных видов конкурируют за один и тот же ресурс в экосистеме
- Межвидовое кормление, когда взрослые особи одного вида кормят детенышей другого вида
- Межвидовая гибридизация
- Межвидовое взаимодействие: воздействие организмов в сообществе друг на друга
- Межвидовая беременность: беременность с участием эмбриона или плода, принадлежащих к другому виду, чем носитель

### Внутривидовые
Внутривидовая специфичность (дословно — «внутри вида»), или внутривидовая, описывает поведение, биохимические изменения и другие проблемы у особей одного вида. К ней относятся:
- Внутривидовой антагонизм, когда особи одного вида враждебны друг другу
- Внутривидовая конкуренция, когда отдельные особи или группы особей одного вида конкурируют за один и тот же ресурс в экосистеме
- Внутривидовая гибридизация
- Внутривидовая мимикрия

### Конспецифичные
Два или более отдельных организма, популяции или таксона являются конспецифичными, если они принадлежат к одному и тому же виду. Там, где разные виды могут скрещиваться и их гаметы конкурируют, конспецифичные гаметы имеют приоритет над гетероспецифичными. Это известно как конспецифичная приоритетность сперматозоидов или конспецифичная приоритетность пыльцы у растений.

### Гетероспецифичные
Антонимом конспецифичности является термин гетероспецифичность: две особи являются гетероспецифичными, если их считают принадлежащими к разным биологическим видам.

## Связанные понятия
Сородичи — организмы одного и того же рода.